# Wladimir Bogojewski
Wladimir Bogojewski (kyrillisch Владимир Богоевски, * 1. Dezember 1953 in Skopje, Jugoslawien) ist ein ehemaliger jugoslawischer Volleyballspieler und aktueller mazedonischer Volleyballtrainer.

## Karriere
Wladimir Bogojewski war als Spieler in den 1970er Jahren in seiner Heimat bei Vardar Skopje aktiv. Mit der jugoslawischen Nationalmannschaft gewann er bei den Europameisterschaften 1975 im eigenen Land und 1979 in Frankreich jeweils die Bronzemedaille. Bei den Olympischen Spielen 1980 in Moskau belegte er den sechsten Platz. In den 1980er Jahren spielte der Universalspieler beim deutschen Bundesligisten USC Gießen. Außerdem war er einer der ersten Beachvolleyball-Spieler in Europa und nahm bereits 1984 mit seinem deutschen Partner Burkhard Sude als einer der ersten Ausländer überhaupt an den Hermosa Open und den Boulder Open in den USA teil. Später arbeitete Wladimir Bogojewski auch als Trainer, u. a. 2006/07 bei PAOK Thessaloniki.